# Léa Fontaine
Léa Fontaine (nascida em 7 de dezembro de 2000) é uma judoca francesa.
Ela ganhou uma medalha de prata no Campeonato Mundial de Judo de 2021.